# Дорис Бизетић
Дорис Бизетић Нигрин (лат. Doris Bizetić-Nygrin, Београд, 23. август 1985) српска је певачица, музичар, композитор, текстописац, модни саветник и кореограф.

## Биографија
Дорис је рођена 23. августа 1985. године у Београду.
1992. и ’93. снимила је 15 песама за децу које је компоновао њен отац. Затим јој је пуштен аудио и видео снимак. Истовремено је отпевала песму за УНИЦЕФ, чији су аутори Оливер Мандић и Марина Туцаковић, а снимљен је и чувени спот „Деца без адресе“ који је емитован у преко 130 земаља света.
Уз музику, Дорис је глумила и у емисији „Бебевизија” и остала је упамћена по споту „Мали Милоица” са Рокерима с Мораву.
У периоду од 1994. до 2002. године била је члан екипе ТВ емисије "ББ шоу". Од 2001. године, као тон мајстор, снимила је многе радио и ТВ рекламе, џинглове и музику, као и неколико радио емисија, а од 2003. године снимила је и продуцирала 8 музичких издања (5 албума Бориса Бизетића, последњи албум Рокерa с Мораву, а 2012. и 2014. њени ЦД-ови са текстовима). Од детињства је певала и осмишљавала сопствене композиције. Године 2002. почела је озбиљно да компонује и пише текстове.
Њен ауторски опус обухвата преко 400 песама и инструментала.
Године 2007. удала се за Јозефа Нигрина, а 2010. родила је ћерку Анабелу.
Године 2014. објавила је свој други ауторски ЦД под називом „Интимни детаљи“.

### Приватан живот
Ћерка је познатог српског и југословенског кантаутора Бориса Бизетића.